# Брагарник, Светлана Михайловна
Светлана Михайловна Брагарник (24 мая 1944, Александровск, Сахалинская область — 25 февраля 2023, Москва) — советская и российская актриса театра и кино, педагог, народная артистка России (1992).

## Биография
Родилась 24 мая 1944 года в г. Александровск Сахалинской области.
В 1968 году окончила актёрский факультет ГИТИС (курс Иосифа Раевского).
С 1968 по 1971 год — актриса Московского областного драматического театра им. Островского.
С 1972 по 2012 год — актриса Московского драматического театра им. Н. В. Гоголя. С 2012 года — актриса Гоголь-центра.
С 1999 по 2003 год — преподаватель актёрского мастерства в Институте современного искусства.
Ярким событием в творчестве актрисы стал фильм В. Аристова «Сатана». «История о железной леди, возглавляющей местную мафию, у которой украл ребёнка её молодой возлюбленный, ужаснула, а Светлана Брагарник, снявшаяся в главной роли, продемонстрировала умение видеть в современных ситуациях мифологический подтекст. Было в её героине что-то от Медеи и Ниобеи одновременно».
Скончалась 25 февраля 2023 года в Москве, на 79-м году жизни. Церемония прощания состоялась 1 марта в Театре им. Н. В. Гоголя.
Похоронена в Москве на Троекуровском кладбище (уч. 21).

## Семья
Отец — Михаил Григорьевич Брагарник, уроженец Украины, военнослужащий, офицер ВМФ СССР.
Мать — Бронислава Иосифовна Брагарник, уроженка Польши.

## Творчество

### Роли в театре

#### Московский областной драматический театр им. Островского
- 1968 — «Проездом» Ю. Эдлис — Ириша
- 1968 — «Я люблю тебя, Инга!» (Вызов богам) А. Делендик — Инга
- 1968 — «Последние» М.Горького — Вера
- 1968 —  «Ничего не случилось» М. Гиндин, Г. Рябкин — Катя
- 1968 —  «Бруклинская идиллия» И. Шоу — Стелла
- 1968 —  «Волшебник Изумрудного города» А. Волков — Элли
- 1968 —  «На всякого мудреца довольно простоты» Н. Островский — Мамаева
- 1968 —  «Четыре близнеца» П. Панчев — Бонка
- 1968 —  «Шутник» Е. Габрилович — Настя
- 1968 —  «У времени в плену» А. Штейн — Лариса]]

#### Московский драматический театр им. Н. В. Гоголя
- «Иван да Марья» В.А. Гольдфельд, режиссер Бэлла Зеленская (спектакль театра Транспорта) — Нянюшка
- «Рабочий посёлок». Режиссёр: Георгий Соколов — Ольга
- 1972 — «Последняя жертва» А. Н. Островский. Постановка: Борис Голубовский', режиссер: Алексей Бородин — Юлия Тугина
- 1972 — «Солдатская вдова» Н. П. Анкилов. Постановка: Виталий Ланской, режиссер: Владимир Коровин  — Полинка
- 1973 — «Живая музыка» Лев Устинов, режиссер Алексей Бородин — Заяц
- 1973 — «Одни, без ангелов» Л. А. Жуховицкий. Постановка: Борис Голубовский', режиссер: Владимир Коровин — Валерия
- 1973 — «Огарёва, 6» Ю.Семёнов. Постановка: Борис Голубовский', режиссер-стажер: Владимир Боголепов — Елена Торопова
- 1973 —  «Неаполь — город миллионеров» Э.де Филиппо. Постановка: Михаил Спивак  — Ассунта
- 1974  — «Рок-н-ролл на рассвете» Т. Колесниченко и В. Некрасов. Постановка: Борис Голубовский', режиссёр: Юрий Зубков — Леотта
- 1974  — «Счастливый муж». Е.Габрилович, С.Розен. Режиссёр: Владимир Коровин, Руководитель постановки Борис Голубовский— Анна
- 1975 — «Мсье Топаз» М. Паньоль (перевод Лили Брик). Режиссёр: Александр Шатрин — Сюзи Куртуа
- 1976 —  «Берег» Ю.Бондарев. Постановка: Борис Голубовский, режиссёр: Владимир Боголепов — Эмма Герберт
- 1976  — «Верхом на дельфине» Л. А. Жуховицкий. Постановка: Борис Голубовский, режиссер: Владимир Коровин — Нина
- 1977 — «Доходное место» А. Н. Островский. Постановка: Борис Эрин, режиссер: Владимир Коровин — Вышневская
- 1977 —  «Проделки Ханумы» по пьесе Авксентия Цагарели. Режиссёр: Пётр Монастырский — Ханума
- 1979 — «При жизни Шекспира» А. Ремез. Режиссёр: Владимир Боголепов — Елизавета Тюдор, королева Англии
- 1979 —  «Декамерон» Дж. Боккаччо. Постановка: Борис Голубовский, режиссёр: Георгий Эджибия  — 4 роли: пролог и финал, Лауретта,  Соседка, Перонелла
- 1980 — «Закон» А. И. Ваксберг. Постановка: Борис Голубовский, Георгий Эджибия —Пашковская, прокурор района
- 1981 —  «Дом» Ф.Абрамов. Постановка: Борис Голубовский, Владимир Боголепов  — Лизавета
- 1982 — «…А этот выпал из гнезда» Дейл Вассерман, по роману К. Кизи «Полёт над гнездом кукушки». Постановка: Борис Голубовский, режиссёр: Евгений Денисов— Крысчед
- 1983 —  «Мебель и страсть» Т. Мазилу. Постановка: Хорий Попеску (Румыния), режиссер: Сильвиу Фусу  — Лизика
- 1983 — «Верховный суд» А. И. Ваксберг. Постановка: Борис Голубовский  — Соня
- 1984 — «Плюшевая обезьяна в детской кроватке» Марианна Яблонская. Постановка: Вячеслав Долгачёв — Алиса Флоринская
- 1987 — «Наци» А. Н. Мишарин. Режиссёр: В. Красовский — Рут Дени
- 1988 — «Трамвай „Аннушка“» Анна Родионова. Режиссер: Сергей Коковкин — Тата
- 1989 — «Мышьяк и старинные кружева» Дж. Кессельринг[англ.]. Режиссёр: Юрий Аникеев — Эби Брустер
- 1990 —  «После грехопадения» А. Миллер. Режиссёры: Сергей Яшин, Владимир Боголепов  — Хольга
- 1995 — «Вернись, малютка Шеба» У. Индж. Режиссёр: Эд Хастингс — Лола[10]
- 1993 — «Костюм для летнего отеля» Теннесси Уильямса. Режиссёр: Сергей Яшин — Зельда Фицджеральд[11]
- 1995 — «Долгий день уходит в ночь» Ю. О’Нила. Режиссёр: Сергей Яшин — Мэри Тайрон[12]
- 1996 — «Бесприданница» А. Н. Островского. Режиссёр: Сергей Яшин — Харита Огудалова[13]
- 1997 — «Иванов» А. П. Чехова. Режиссёр: Сергей Яшин — Анна Петровна (Сарра)[14]
- 1998 — «Верная жена» С.Моэм. Режиссёр: Алексей Говорухо — Констанс Мидлтон[15]
- 1999 — «Записная книжка Тригорина» Теннесси Уильямса, по «Чайке» А. П. Чехова. Режиссёр: Сергей Яшин — Аркадина[16]
- 2002 — «Марлени» Теа Дорн. Режиссёр: Сергей Яшин — Марлен Дитрих[17]
- 2006 — «Веер леди Уиндермир» О. Уайльда. Режиссёр: Сергей Яшин, Александр Бордуков — Миссис Эрлин[18]
- 2008 — «Последние» М.Горького. Режиссёр: Сергей Яшин — Софья[19]

#### Гоголь-центр
- 2013 — «Без страха» Л.Стрижак по фильму Фассбиндера «Страх съедает душу», режиссёр: В. Наставшев — Лида[20]
- 2014 — «(М)ученик» Мариус фон Майенбург, режиссёр: К.Серебренников — Людмила Ивановна Стукалина (директор школы)[21]
- 2015 — «Обыкновенная история» И.Гончаров, режиссёр: К.Серебренников — Мама Саши/Марья Михайловна Любецкая[22]
- 2016 — «Пастернак. Сестра моя — жизнь» Б.Пастернак, режиссёр: М. Диденко — Зима[23]
- 2017 — «Маленькие трагедии» А. С. Пушкин, режиссёр: К. Серебренников — две роли (новеллы «Каменный гость» — Донна Анна, и «Пир во время чумы» — Мери)[24]
- 2018 — «Барокко», автор: К. Серебренников, режиссёр: Е. Кулагин — две роли[25]
- 2020 — «Красный крест», автор: С. Филипенко, режиссёр: С. Серзин — Татьяна Алексеевна Павкина[26]

#### Антреприза
- 2007 — «Жениха вызывали, девочки?» по пьесе А.Иванова «Божьи одуванчики», режиссёр: П. Орлов — Анастасия Михайловна[27]

### Фильмография
- 1972 — Следствие ведут ЗнаТоКи «Шантаж» — соседка Чистодела
- 1981 — Следствием установлено — Лена Вершинина
- 1985 — Порох — Кира
- 1986 — Верховный суд — Соня
- 1988 — Трагедия в стиле рок
- 1989 — Когда мне будет 54 года
- 1990 — Сатана — Алёна Павловна
- 1991 — Как хорошо, когда…
- 1992 — Мелочи жизни
- 1994 — После грехопадения — Хольга
- 1999 — Умирать легко — Елена
- 2001 — С новым счастьем! 2. Поцелуй на морозе — Марина
- 2002 — Игры в подкидного — Ольга
- 2004 — Операция «Голем» — Косованова
- 2004 — По ту сторону волков-2. Ключи от бездны —  Косованова
- 2005 — Адъютанты любви — Летиция Бонапарт
- 2006 — Одинокое небо
- 2016 — Ученик — Людмила Ивановна Стукалина, директор школы
- 2019 — Вторжение — Бабушка Гугла

#### Озвучание в  кино
- 2010 — Виски с молоком / Whisky c молоком — мать Лизы

### Работы на радио (радиоспектакли)
- 1979 — «Гармонь» /Поэтический радиотеатр. А. Жаров
- 1982 — «Академик Сергей Алексеевич Чаплыгин» Л. Николаев (Шапкин) — Катя
- 1985 — Стихотворения Риммы Казаковой[28]
- 1985 — «Овод» Э. Л. Войнич — от автора
- 1987 — «Баллада о соседях» Л. Завальнюк, С. Кулиш — Клавдия Калистратовна
- 1987 — «Наци» А. Мишарин — Рут Дени
- 1988 — «Дело Локвудов» «Двойное дно» Дж. О’Хара — Марта
- 1988 — «Бойцов не оплакивают» Р. Хигерович — Татьяна
- 1989 — «Утраченные иллюзии» О. де Бальзак «Поэт и его владычица» — Госпожа де Баржетон
- 1990 — «Утраченные иллюзии» О. де Бальзак «Провинциальная знаменитость в Париже» — Госпожа де Баржетон
- 1990 — «Созвездие Кассиопеи» Г. Леонова — Хэлли, или Елена Вайгель
- 1992 — «Концерт для четырёх голосов» Г.Бёлль — Альт
- 1993 — «Похождения Бальзаминова» «Праздничный сон до обеда» А. Н. Островский — Клеопатра Ивановна Ничкина, вдова, богатая купчиха
- 1993 — «Предложение» А. Чехов — Наталья Степановна
- 2001 — «Маленькая девочка» Н. Берберова — Ольга
- «Ваша сестра и пленница» Л. Разумовская — Мария Стюарт
- «Предрассветный час» реж. В. Шведов, авт. сценария А. Суздальцев — Цыганка[29]
- «Подросток» Ф. Достоевский — Софья
- «Невидимка» Г. Уэллс — миссис Холл
- «Исход» по Г. Бёллю
- «Мегрэ и долговязая» по Ж. Сименону
- «Кабаре»
- 2010 — «Дух госпожи Жанлис» Н. Лесков — Княгиня
- 2010 — «На балу удачи» Эдит Пиаф — Эдит Пиаф
- 2010 — «Из записок Лопахина» К.Симонов
- 2010 — «При чужих свечах» Н. Птушкина — Александрина Дмитриевна
- 2011 — «Белая голубка Кордовы» Дина Рубина — Марго
- 2011 — «С небес на землю» Т. Устинова — Анна Иосифовна
- 2012 — «Мадам Бовари» Г. Флобер — мать Шарля
- 2012 — «Убийство Столыпина» Р. Ибрагимбеков — Мать Багрова
- 2012 — «Кадетский корпус» Н. Лесков
- 2013 — «Волшебный фонарь» А. Тавров — Камилла Клодель в старости
- 2015 — «Жизнь продолжается» Т. Устинова — Анна Иосифовна

## Интервью
- 2001 — «Как стать умнее своей кошки», Рига, 2001
- 2003 — «Дама с кошечкой», Время MN, Москва, 26.07.2003
- 2004 — «Диагноз: актриса», Российская газета, Москва, 21.08.2004
- 2004 — «Нужна трагическая актриса», 2004
- 2006 — «Неоконченная пьеса для театра эпохи кризиса и надежд», Культура, Москва, 18.10.2006
- 2007 — «Светлана Брагарник в восторге от Хабаровска», Хабаровск, 2007
- 2009 — интервью Саиду Багову в радиопередаче «Энциклопедия искусств», Радио России, Москва, 03.05.2009
- 2010 — «Русская Марлен Дитрих», Москва — Южно-Сахалинск, 01.07.2010
- 2011 — «Встречи онлайн», smbragarnik.ru, 14.02.2010, 27.03.2010, 01.05.2011[30]
- 2014 — «Первый день рождения Гоголь-центра (2-3 февраля)», проект Марины Багдасарян «Сцена», Радио Культура, Москва, 24.01.2014[31]
- 2014 — «Светлана Брагарник — Евгений Сангаджиев. Интервью», www.gogolcenter.com, Москва, 02.02.2014[32]
- 2016 — «Театральная среда братьев Верников», «Крупным планом. Гость: актриса театра и кино, народная артистка России Светлана Брагарник», Радио Культура, Москва, 30.02.2016[33]
- 2017 — «Отзвуки театра. Авторская программа А. Калягина. Гость программы — Светлана Брагарник», 23.03.2017[34].

## Телепередачи
- 1996 — «Люди театра». Телеканал «Культура», 1996 год.
- 2001 — «Доброе утро», телеканал ОРТ, прямой эфир, 24 мая 2001 года.
- 2006 — «Люди и премьеры». Телеканал Столица, программа Александра Мягченкова, 2006 год.
- 2007 — «Гастроли в Хабаровске». Новости Хабаровска, июль 2007 года.
- 2008 — «Золотая Лира». Церемония вручения театральной премии, Живое ТВ, июнь 2008 года.
- 2012 — «Наблюдатель». Телеканал «Культура», передача памяти Виталия Вульфа, эфир от 13 марта 2012 года.
- 2013 — «Начало дня на Доверии». Телеканал «Москва. Доверие», прямой эфир от 03 октября 2013 года.
- 2020 — «Мой герой». В гостях у Татьяны Устиновой актриса театра и кино, народная артистка России Светлана Брагарник. Телеканал «ТВ Центр», эфир от 09 декабря 2020 года[35]

## Статьи
- 2002 — «Звёзды столичной сцены». Под ред. Б. М. Поюровского//М.: ООО «Аст-пресс книга», 2002. Стр.51-66.[36].

## Признание и награды
- Орден «Знак Почёта»[37]
- 1991 — приз в номинации «За лучшую женскую роль» (роль Алёны Павловны в х/ф «Сатана»), кинофестиваль «Кинотавр»[38]
- 1992 — народная артистка Российской Федерации (27 августа 1992)[1]
- 1995 — номинация на премию «Золотая маска» за роль Зельды Фицджеральд, «Костюм для летнего отеля», Театр им. Н. Гоголя, Москва[39]
- 1998 — лауреат премии Мэрии города Москвы[40]
- 2000 — Орден Дружбы — за многолетнюю плодотворную деятельность в области культуры и искусства, большой вклад в укрепление дружбы и сотрудничества между народами[41]
- 2005 — Благодарность Министра культуры и массовых коммуникаций Российской Федерации — за большие творческие достижения в развитии театрального искусства и в связи с 80-летием со дня основания театра[42]
- 2008 — театральная премия «Золотая Лира»[43]
- 20?? — лауреат премии им. Смоктуновского
- 2015 — номинация на премию «Золотая маска» за роль директора школы в спектакле «(М)ученик», Гоголь-центр[44]
- 2017 — лауреат премии ассоциации кинокритиков «Белый слон» за роль директора школы в к/ф «Ученик»
- 2017 — номинация на премию «Ника» за роль второго плана в к/ф «Ученик»
- 2019 — номинация на премию «Золотая маска» за женскую роль второго плана в спектакле «Маленькие трагедии»